# NGC 7508
NGC 7508 је спирална галаксија у сазвежђу Пегаз која се налази на NGC листи објеката дубоког неба.
Деклинација објекта је + 12° 56' 28" а ректасцензија 23h 11m 49,2s. Привидна величина (магнитуда) објекта NGC 7508 износи 14,8 а фотографска магнитуда 15,6. NGC 7508 је још познат и под ознакама UGC 12408, MCG 2-59-5, CGCG 431-11, PGC 70663.